# Maktala (Kobani)
 (mai 2025).
La mise en forme du texte ne suit pas les recommandations de Wikipédia : il faut le « wikifier ».
Les points d'amélioration suivants sont les cas les plus fréquents :
- Les titres sont pré-formatés par le logiciel. Ils ne sont ni en capitales, ni en gras.
- Le texte ne doit pas être écrit en capitales (les noms de famille non plus), ni en gras, ni en italique, ni en « petit »…
- Le gras n'est utilisé que pour surligner le titre de l'article dans l'introduction, une seule fois.
- L'italique est rarement utilisé : mots en langue étrangère, titres d'œuvres, noms de bateaux, etc.
- Les citations ne sont pas en italique mais en corps de texte normal. Elles sont entourées par des guillemets français : « et ».
- Les listes à puces sont à éviter, des paragraphes rédigés étant largement préférés. Les tableaux sont à réserver à la présentation de données structurées (résultats, etc.).
- Les appels de note de bas de page (petits chiffres en exposant, introduits par l'outil «  Source ») sont à placer entre la fin de phrase et le point final[comme ça].
- Les liens internes (vers d'autres articles de Wikipédia) sont à choisir avec parcimonie. Créez des liens vers des articles approfondissant le sujet. Les termes génériques sans rapport avec le sujet sont à éviter, ainsi que les répétitions de liens vers un même terme.
- Les liens externes sont à placer uniquement dans une section « Liens externes », à la fin de l'article. Ces liens sont à choisir avec parcimonie suivant les règles définies. Si un lien sert de source à l'article, son insertion dans le texte est à faire par les notes de bas de page.
- La présentation des références doit suivre les conventions bibliographiques. Il est recommandé d'utiliser les modèles {{Ouvrage}}, {{Chapitre}}, {{Article}}, {{Lien web}} et/ou {{Bibliographie}}. Le mode d'édition visuel peut mettre en forme automatiquement les références.
- Insérer une infobox (cadre d'informations à droite) n'est pas obligatoire pour parachever la mise en page.

Pour une aide détaillée, merci de consulter Aide:Wikification.
Si vous pensez que ces points ont été résolus, vous pouvez retirer ce bandeau et améliorer la mise en forme d'un autre article.
 (mai 2025).
Maktala (en arabe : مقتلة) est un quartier historique situé au sud-est de la ville de Kobani (Ayn al-Arab), dans le nord de la Syrie. Jadis un village kurde distinct, il est désormais intégré à l’agglomération urbaine de Kobani, proche de la frontière turque.

## Histoire

### Période ottomane et mandataire
Maktala a été établi à la fin du XIXe siècle par des familles kurdes issues de la tribu Barazi, notamment le clan Shaheen, dans une région alors semi-nomade. La proximité de la ligne de chemin de fer Berlin-Bagdad, construite par l’Empire allemand en 1912, a stimulé le développement du secteur.
Sous le mandat français en Syrie, la région devient stratégique. Le chef tribal Bozan Shaheen Bey, originaire de Maktala, refuse de collaborer avec les autorités mandataires. En 1930, sa maison est incendiée par les troupes françaises en représailles. Il déménage ainsi de Maktala al-Qadima (ancienne Maktala) et s'installe à Maktala al-Jadida (nouvelle Maktala).

## Guerre civile syrienne

### Siège de Kobani (2014–2015)
Pendant la guerre civile syrienne, le quartier de Maktala est l’un des premiers à être envahi lors de l’offensive de l’État islamique sur Kobani en octobre 2014. Il est repris par les YPG en janvier 2015 avec l’appui de la coalition internationale.

### Attentat du 25 juin 2015
Le 25 juin 2015, des combattants infiltrés de l’EI attaquent Kobani. Le quartier de Maktala est l’un des principaux foyers de violence, où des civils sont exécutés. Au moins 233 personnes sont tuées, selon les bilans communiqués à l’époque.

## Toponymie
Le nom Maktala signifie en arabe « lieu de massacre ». Bien que préexistant aux événements récents, ce toponyme a acquis une forte charge symbolique après l’attaque de 2015. Il existe également les sous-quartiers de Maktala al-Jadida (nouvelle Maktala) et Maktala al-Qadima (ancienne Maktala).

## Personnalités liées
Bozan Shaheen Bey : homme politique kurde, membre fondateur de Xoybûn, originaire de Maktala.